# スポンジ・ボブ: スポンジ・オン・ザ・ラン
『スポンジ・ボブ: スポンジ・オン・ザ・ラン』（原題：The SpongeBob Movie: Sponge on the Run）は、2020年の映画のアメリカ合衆国のアニメーション映画で『スポンジ・ボブ』の映画版。『スポンジ・ボブ』の映画としては3作目。
前作に引き続き実写と融合され、3次元映像で公開される。本作は、2018年に死去した原作者のステファン・ヒーレンバーグに捧げられている。そのため本作は、ヒーレンバーグの事実上の遺作となった。
2021年11月10日にDVD、Blu-rayが発売。

## ストーリー
大好きなペットのカタツムリ、ゲイリーが突然さらわれた! パトリックといっしょにビキニタウンを旅立ったスポンジ・ボブは、無事にゲイリーを連れもどせるか?!

## 登場キャラクター

### 主要キャラクター
スポンジ・ボブ

ゲイリー

パトリック

イカルド

カーニ

サンディ

プランクトン

カレン

## キャスト
※括弧内は日本語吹替。
声の出演
- スポンジ・ボブ / ゲイリー：トム・ケニー（松野太紀[1]）
  - 子供時代のスポンジ・ボブ - アントニオ・ラウル・コルボ
- カーニ：クランシー・ブラウン（奥田啓人）
- イカルド：ロジャー・バンパス（上田燿司）
  - 子供時代のイカルド - ジェイソン・メイバウム
- パトリック：ビル・ファッガーバッケ（かぬか光明）
  - 子供時代のパトリック - ジャック・ゴア
- サンディ：キャロリン・ローレンス（松浦チエ）
  - 子供時代のサンディ - プレスリー・ウィリアムズ
- プランクトン：ミスター・ローレンス（松浦チエ）
- カレン：ジル・ティレイ（高橋里枝）
- パフ先生：メアリー・ジョー・キャトレット（高橋里枝）
- ポセイドン王：マット・ベリー
- オート：オークワフィナ
- ティファニー・タラ：ティファニー・ハディッシュ（ニケライ・ファラナーゼ）
- ナンバー2：レジー・ワッツ

実写での出演
- ギャンブラー：スヌープ・ドッグ
- セージ：キアヌ・リーヴス（森川智之）
- エル・ディアブロ：ダニー・トレホ（廣田行生）

その他の日本語吹き替え：菊池康弘／藤野蒼生／梅崎音羽／菊池通武／あさのそら／赤坂柾之／石毛宏樹

## スタッフ
- 原案 - ステファン・ヒーレンバーグ
- 脚本 - ティム・ヒル、マイケル・クヴァンメ
- 音楽 - ハンス・ジマー
- 監督 - ティム・ヒル
- 制作 - パラマウント・アニメーション、ニコロデオン・ムービーズ、メディア・ライツ・キャピタル、ユナイテッド・プランクトン・ピクチャーズ、ミクロス・イメージ

### 日本語版スタッフ
字幕版
- 翻訳 - 草刈かおり

吹き替え版
- 演出 - 鍛治谷功
- 歌唱演出 - 亀川浩未
- 翻訳 - 石田淳子
- 制作 - ACクリエイト

## 公開
2019年11月14日に本作の予告編が公開された。さらにキアヌ・リーブスがカメオ出演している事も明らかとなった。
2020年5月22日にアメリカで劇場公開予定だったが、新型コロナウイルス感染症の感染拡大の影響で8月7日に延期となったが公開を取りやめ、2021年の3月4日にVOD配信（レンタル）することが決まった。
アメリカ、カナダ、中国を除く全世界ではNetflixにて2020年11月5日に配信された。
日本では劇場公開こそ断念されたものの、2021年12月11日に大阪府泉南市の「泉南市民の里球場」で行われたドライブインシアター「#せんなんナイトシネマ」で上映されている。